# Сістерс (Одеса)
«Сістерс» (стилізовано «SeaSters») — жіноча футбольна команда з Одеси, що була заснована в 2023 році.

## Історія
Клуб «SeaSters» офіційно було представлено влітку 2023 року.
Головним тренером було призначено Євгена Додурича, колишнього тренера таких команд, як ЖФК «Чорноморець» та ФК «Пальміра».
Капітаном новоствореної команди стала досвідчена нападниця збірної України — Ольга Бойченко, яка є неодноразовою чемпіонкою України, учасницею Чемпіонату Європи та чвертьфіналу Ліги чемпіонів УЄФА.
26 серпня 2023 року «Сістерс» провели свій перший в історії офіційний матч, де на стадії 1/8 фіналу Кубка України, приймали на своєму полі представника Вищої ліги —«Колос». Та гра закінчилась з рахунком 0:2 на користь більш досвідченої команди з Ковалівки.
В дебютному сезоні 2023–2024 років «Сістерс» виступали  у Першій лізі чемпіонату України серед жінок.  Загалом за сезон гравчині «Сістерс» забили у ворота своїх суперниць 130 м'ячів, 39 з них забила Ольга Бойченко, яка стала кращою бомбардиркою турніру. Одеська команда впевнено виграла той чемпіонат та отримала право на виступи у Вищій лізі.

## Склад команди

### Склад команди в дебютному сезоні в Першій лізі (2023—2024)[7]
| №  | Поз. | Нац.    | Гравець             |
| -- | ---- | ------- | ------------------- |
| 71 | ВР   | Україна | КОВАЛЕНКО Ілона     |
| 81 | ВР   | Україна | АНПІЛОГОВА Марія    |
| 5  | ЗХ   | Україна | НЕСІНА Марія        |
| 14 | ЗХ   | Україна | КОЛЬКА Світлана     |
| 15 | ЗХ   | Камерун | НГАНДІ Жозефіна     |
| 18 | ЗХ   | Україна | МУСТАФАЄВА Олена    |
| 27 | ЗХ   | Україна | ГРИЦЕНОК Оксана     |
| 29 | ЗХ   | Україна | КУЗЬМЕНКО Вероніка  |
| 33 | ЗХ   | Молдова | ПРІСЕКАРІ Думітріца |
| 91 | ЗХ   | Україна | ЛИХОВИД Єлизавета   |
| 3  | ПЗ   | Україна | ЦУРАК Лілія         |

| №  | Поз. | Нац.     | Гравець                    |
| -- | ---- | -------- | -------------------------- |
| 9  | ПЗ   | Молдова  | ВЛАС Лія                   |
| 10 | ПЗ   | Україна  | РОМАНОВА Крістіна          |
| 19 | ПЗ   | Україна  | КІСЕЛЬОВА Маргарита        |
| 23 | ПЗ   | Україна  | ФЕДОРЕНКО Вікторія         |
| 45 | ПЗ   | Україна  | ДОВБУШ Олександра          |
| 97 | ПЗ   | Україна  | СТРЕЛЬЦОВА Ілона           |
| 7  | НП   | Україна  | НОВОЛОЦЬКА Злата           |
| 8  | НП   | Україна  | БОЙЧЕНКО Ольга             |
| 11 | НП   | Бразилія | ДА КОСТА Джесуіно Дженіфер |
| 21 | НП   | Україна  | ІВКОВА Дарина              |

## Досягнення
- Перша ліга України
  -  Чемпіон (1): 2024

## Пам'ятні матчі
- Перший офіційний матч: 26 серпня 2023 (Кубок України): «Сістерс» (Одеса) — «Колос» (Ковалівка) — 0:2[8]
- Перший гол в офіційному матчі: Івкова Дарина, «Атекс» (Київ) — «Сістерс» (Одеса)
- Перша перемога в офіційному матчі: 2 вересня 2023 (Перша ліга України): «Атекс» (Київ) — «Сістерс» (Одеса) — 0:17[9]
- Перший матч в вищій лізі: 7 серпня 2024 (Вища ліга України): «Сістерс» (Одеса) — «Оболонь» (Київ) — 4:1[10]
- Перший гол в вищій лізі: Бойченко Ольга, «Сістерс» (Одеса) — «Оболонь» (Київ)